# Куповых, Дмитрий Олегович
Дмитрий Олегович Куповых (р. 7 октября 1984, Россия, Москва) – российский продюсер, киновед, режиссёр.

## Биография
В 2002 году, когда ему было 18 лет, снялся в молодёжной мелодраме Ильдара Исламгулова «18 лун» (одна из трёх главных ролей – Стас).
В 2006 году окончил Государственный университет управления, факультет «Социологии и психологии управления».
Настоящая его творческая карьера началась в 2006 году, когда совместно с Сергеем Тютиным был создан киноклуб «Арткино», который со временем вырос в один из самых значимых проектов, связанных с поддержкой молодого авторского кинематографа, презентация которого состоялась на 64-м Каннском Международном кинофестивале..
Проект «АРТКИНО» включил в себя: киношколу, фестиваль короткометражных фильмов, кинокомпанию, дистрибьюторскую компанию, книжное издательство и многое другое.
- 2006 – 2012 год — руководитель киноклубов «Арткино» и «Мастер-класс».
- 2008 – 2012 год — продюсер Всероссийского фестиваля авторского короткометражного кино «Арткино».
- 2008 – 2012 год — продюсер кинокомпании «Арткино» и дистрибьюторской компании «Арткино-прокат».
- 2006 – 2012 год — преподаватель курсов «История киноязыка», «Драматургия кино», «Монтаж» в киноклубе «Арткино».
- 2010 – настоящее время — преподаёт в Академии коммуникаций «Wordshop» (режиссёрские мастерские Юрия Грымова, Игоря Волошина и сценарная мастерская Юрия Короткова)[8].

В сентябре 2012 года организовал новый независимый проект – студию «Свободное кино», которая специализируется на кинообразовательной и кинопроизводственной деятельности. 
В «Свободном кино» читает свой авторский курс «Анализ фильма. Современный киноязык (XXI век)» и преподает на режиссёрских курсах "Автор кино".
В августе-сентябре 2014 года принимает участие в качестве
исполнительного продюсера в создании полнометражного фильма «Коробка»,
выигравшего питчинг на самом известном российском кинофестивале «Кинотавр».
Примечательно, что режиссёром этого фильма стал  Эдуард Бордуков, учившийся у Дмитрия в
киношколе «Арткино».

## Творчество
Фильмография (режиссёр):
- 2012 – «Хорошая и плохая история о нем»
- 2013 – «Решиться на…» (в производстве)[12]

Фильмография (актер):
- 2002 – «18 лун», режиссёр Ильдар Исламгулов

Фильмография (продюсер):
- 2010 – «Ты забыл, во что мы играли?», режиссёр Дмитрий Майоров
- 2010 – «Один», режиссёр Эдуард Бордуков
- 2011 – «Там, где водятся звёзды», режиссёр Дмитрий Майоров
- 2012 – «Через Москву», режиссёр Руслан Лагутин
- 2012 – «Погружение в огонь», режиссёр Гамлет Дульян
- 2012 – «Арена»[13][14], режиссёр Эдуард Бордуков
- 2013 – «Метафора», режиссёр Дмитрий Горячев
- 2013 – «Судьба на замену», режиссёр Сергей Буров
- 2014 – «Муза для Мокроухова», реж. Сергей Буров
- 2015 – «Коробка»[15], реж. Эдуард Бордуков
- 2015 – "Манжеты", реж. Екатерина Устюгова
- 2015 – "Кто кого?!", реж. Алексей Голицын
- 2015 – "Вера и сомнение", реж. Елена Рябцева